# Paris-Nice 1955
Paris-Nice 1955 est la 13e édition de la course cycliste Paris-Nice. La course a lieu entre le 12 et le 16 mars 1955. La victoire revient au coureur français Jean Bobet, de l'équipe Mercier, devant ses compatriotes Pierre Molinéris (Alcyon) et Bernard Gauthier (Mercier).

## Participants
Dans cette édition de Paris-Nice, 91 coureurs participent divisés en 9 équipes commerciales : Mercier, Arbos, La Perle, Alcyon, Geminiani, Follis, Arliguie, Rochet et Urago ; 3 équipes nationales : Suisse, Angleterre et Allemagne ; et un coureur individuel : Maurice Diot.

## Étapes
| Étapes    | Date    | Villes étapes           | Km     | Vainqueur d’étape | Leader du classement général |
| --------- | ------- | ----------------------- | ------ | ----------------- | ---------------------------- |
| 1re étape | 12 mars | Paris - Nevers          | 243 km | Jean Bobet        | Jean Bobet                   |
| 2e étape  | 13 mars | Nevers - Saint-Étienne  | 236 km | Bernard Gauthier  | Jean Bobet                   |
| 3e étape  | 14 mars | Saint-Étienne - Vergèze | 256 km | Louison Bobet     | Jean Bobet                   |
| 4e étape  | 15 mars | Nîmes - Manosque        | 147 km | Roger Buchonnet   | Jean Bobet                   |
| 5e étape  | 16 mars | Manosque - Nice         | 258 km | Gilbert Bauvin    | Jean Bobet                   |

## Résultats des étapes

### 1reétape
12-03-1955. Paris-Nevers, 243 km.
|   | Cycliste        | Équipe    | Temps           |
| - | --------------- | --------- | --------------- |
| 1 | Jean Bobet      | Mercier   | 6 h 34 min 23 s |
| 2 | André Darrigade | La Perle  | + 1 min 30 s    |
| 3 | Émile Carrara   | Geminiani | m.t.            |

### 2eétape
13-03-1955. Nevers-Saint-Étienne, 236 km.
|   | Cycliste         | Équipe  | Temps           |
| - | ---------------- | ------- | --------------- |
| 1 | Bernard Gauthier | Mercier | 5 h 45 min 41 s |
| 2 | Pierre Molinéris | Alcyon  | m.t.            |
| 3 | René Privat      | Mercier | m.t.            |

### 3eétape
14-03-1955. Saint-Étienne-Vergèze, 256 km.
|   | Cycliste             | Équipe     | Temps           |
| - | -------------------- | ---------- | --------------- |
| 1 | Louison Bobet        | Mercier    | 6 h 22 min 58 s |
| 2 | André Darrigade      | La Perle   | m.t.            |
| 3 | Robert John Maitland | Angleterre | m.t.            |

### 4eétape
15-03-1955. Nîmes-Manosque, 147 km.
|   | Cycliste         | Équipe    | Temps           |
| - | ---------------- | --------- | --------------- |
| 1 | Roger Buchonnet  | Rochet    | 3 h 41 min 27 s |
| 2 | Germain Derijcke | Alcyon    | + 2 s           |
| 3 | Gilbert Bauvin   | Geminiani | m.t.            |

### 5eétape
16-03-1955. Manosque-Nice, 258 km.
|   | Cycliste         | Équipe    | Temps           |
| - | ---------------- | --------- | --------------- |
| 1 | Gilbert Bauvin   | Geminiani | 7 h 20 min 29 s |
| 2 | Germain Derijcke | Alcyon    | m.t.            |
| 3 | André Payan      | Follis    | m.t.            |

## Classements finals

### Classement général
|    | Cycliste          | Équipe     | Temps            |
| -- | ----------------- | ---------- | ---------------- |
| 1  | Jean Bobet        | Mercier    | 29 h 58 min 04 s |
| 2  | Pierre Molinéris  | Alcyon     | + 1 min 18 s     |
| 3  | Bernard Gauthier  | Mercier    | m.t.             |
| 4  | Raphaël Géminiani | Geminiani  | m.t.             |
| 5  | Antonin Rolland   | Mercier    | m.t.             |
| 6  | René Privat       | Mercier    | m.t.             |
| 7  | Henri Perly       | Arliguie   | + 1 min 53 s     |
| 8  | Brian Robinson    | Angleterre | + 2 min 07 s     |
| 9  | Lucien Lazarides  | Arliguie   | + m.t.           |
| 10 | Germain Derijcke  | Alcyon     | + 2 min 24 s     |